# Life in the Streets (singel)
Life in the Streets – drugi singel Prince Ital Joego, który powstał we współpracy z Markym Markiem. Został wydany w 1994 roku.

## Lista utworów
- CD maxi–singel (1994)[1]

1. „Life in the Streets” (Airplay Mix) –
2. „Life in the Streets” (Street Mix) – 4:48
3. „Life in the Streets” (Acoustic Version) – 3:44
4. „To Be Important” – 3:54

- CD maxi–singel (Remix) (1994)[1]

1. „Life in the Streets” (G-Strings Mix) – 4:13
2. „Life in the Streets” (Commercial Mix) – 4:48
3. „Life in the Streets” (Distortion Mix) – 5:10
4. „Life in the Streets” (Abbey Road Mix) – 8:38
5. „Life in the Streets” (Life in the Street Mix) – 5:58

## Notowania na listach sprzedaży
| Kraj       | Lista (1995)    | Najwyższa pozycja |
| ---------- | --------------- | ----------------- |
| Szwajcaria | Singles Top 50  | 5                 |
| Niemcy     | Top 100 Singles | 11                |
| Szwecja    | Top 40 Singles  | 36                |